# 百妖谱
《百妖谱》最初是由裟椤双树创作的古风玄幻类小说，后由绘梦动画改编成网络动画并从2020年4月开始在哔哩哔哩上独播；第四季起，台灣的KKTV同步跟播。

## 故事内容
故事女主人公桃夭是所有妖怪的救星，也是所有妖怪的噩梦。桃夭只治妖怪不治人，她带着小和尚磨牙一起云游四方，顺道给各路妖怪治病。她为周围的妖怪治疗各种疑难杂症，也为这些妖怪周围的人类排忧解难。后来磨牙的跟班狐狸滚滚、老邻居蛇妖柳公子，也先后加入结伴而行。每个故事相互串联共同呈现他们的探险之旅。

## 动画制作

### 制作人员[1]
原著小说：裟椤双树
导演： 董易
系列构成：春日幽铃
出品人： 李旎、李豪凌
总制片人： 张圣晏、骆艳艳
总监制：朱贝宁
总作画监督：权恩京、李德镐
制片人： 陈卿、王蓉
联合制片人： 康君、康云康
监制： 陈晓璐、黄思齐、杨璐
音乐总监：薄彩生
人物设定：权恩京、白秦铉
配音导演：皇贞季

### 配音人员
桃夭：赵双
磨牙：常蓉珊
柳公子：曹云图
灰衫公子：涂小鸦
小鬼：李兰陵
潄金：李轻扬
叶逢君：藤新
庆忌：姜英俊
蜉蝣少女：曹一茜
乖龙：郝祥海
腾根：图特哈蒙

## 各集标题

### 第一季
灰狐（上）
灰狐（下）
漱金（上）
漱金（下）
蜉蝣（上）
蜉蝣（下）
慶忌（上）
慶忌（下）
乖龍（上）
乖龍（下）
腾根（上）
腾根（下）

### 第二季
应声（上）
应声（下）
化蛇（序）
化蛇（上）
化蛇（中）
化蛇（下）
病魔
媪姬（上）
媪姬（中）
媪姬（下）
照海（上）
照海（下）

### 第三季
拈花
非非
云阳
虚耗
龙雀
傒囊

### 第四季
暗刀
百知
风果
孰湖
枫生
趸鱼

## 评价
人民网评论该动画是从传说故事中发掘出新意,传递真与善的情感追求。画风方面保持了东方美感,一些场景中还加入了水墨风的元素，在色彩搭配方面也很出彩。 但有部分观众认为该存在动画还原力度不够，删减较多等问题。